# Аффинно-квадратичная функция
Аффи́нно-квадрати́чная фу́нкция — аналог понятия квадратичная форма для аффинных пространств.

## Определение
Пусть далее {\displaystyle S} — аффинное пространство, ассоциированное с векторным пространством {\displaystyle V} над полем {\displaystyle \mathbb {K} }, характеристика которого не равна {\displaystyle 2}.

### Через координаты
Функция {\displaystyle Q:S\to \mathbb {K} } называется аффинно-квадратичной, если в некотором репере она задаётся при помощи квадратичного многочлена (или многочлена меньшей степени) от координат, то есть
{\displaystyle Q(P)=\sum _{1\leq i\leq j\leq n}a_{ij}x_{i}x_{j}+\sum _{i=1}^{n}b_{i}x_{i}+c}.
В отличие от классического понятия квадратичной функции коэффициентам {\displaystyle a_{ij}} разрешается быть одновременно нулями. Таким образом, многочлен может быть и линейным, и постоянным.

### Через квадратичную форму
Функция {\displaystyle Q:S\to \mathbb {K} } называется аффинно-квадратичной, если для некоторой фиксированной точки {\displaystyle O\in S} она задаётся соотношением 
{\displaystyle Q(x+O)=q(x)+l(x)+c},
где {\displaystyle x\in V}, {\displaystyle q} — квадратичная форма на {\displaystyle V}, {\displaystyle l} — линейная форма на {\displaystyle V}, {\displaystyle c} — фиксированная константа {\displaystyle \mathbb {K} }. 

### Через биаффинную функцию
Можно дать определение аналогичное определению квадратичной формы через билинейную форму. Функцию {\displaystyle D:S\times S\to \mathbb {K} } назовём биаффинной, если при фиксированном одном из параметров, функция аффинна, то есть если {\displaystyle \forall P\in S:D(P,\cdot ),D(\cdot ,P)} — аффинные функции. Тогда {\displaystyle Q:S\to \mathbb {K} } называется аффинно-квадратичной, если для некоторой биаффинной функции {\displaystyle D}
{\displaystyle Q(P)=D(P,P)}.

## Связь с биаффинными функциями
Согласно третьему определению, любая функция вида {\displaystyle D(P,P)}, где {\displaystyle D} — биаффинная функция, является аффинно-квадратичной, и любая аффинно-квадратичная функция {\displaystyle Q(P)} может быть представлена как {\displaystyle D(P,P)}, где {\displaystyle D} — некоторая биаффинная функция. Однако для определённой аффинно-квадратичной функции биаффинная функция, определяющая её, определена неоднозначно. Однозначное соответствие можно получить, если дополнительно потребовать симметричность {\displaystyle D}, то есть верно следующее утверждение:
Для любой аффинно-квадратичной функции {\displaystyle Q(P)} существует и единственна симметричная биаффинная функция {\displaystyle D(P,R)} такая, что {\displaystyle Q(P)=D(P,P)}. Таким образом между афинно-квадратичными функциями и симметричными биаффинными есть взаимооднозначное соответствие.
Через заданную аффинно-квадратичную функцию {\displaystyle Q} соответствующая симметричная биаффинная функция {\displaystyle D} может быть выражена следующим образом:
{\displaystyle D(P,R)=2Q\left({\frac {1}{2}}P+{\frac {1}{2}}R\right)-{\frac {1}{2}}Q(P)-{\frac {1}{2}}Q(R)}
Эта формула называется формулой поляризации (аналогично случаю квадратичных и билинейных форм). Суммы точек с коэффициентами здесь представляют собой аффинную комбинацию.
Все остальные биаффинные функции, определяющие данную аффинно-квадратичную функцию, получаются прибавлением к соответствующей симметричной произвольной антисимметричной биаффинной функции.

## Преобразование при смене начала отсчёта
Согласно второму определению, для некоторой точки {\displaystyle O\in S} любую аффинно-квадратичную функцию можно представить в виде {\displaystyle Q(x+O)=q(x)+l(x)+c}, где {\displaystyle q} — квадратичная форма на {\displaystyle V}, {\displaystyle l} — линейная форма на {\displaystyle V}, {\displaystyle c} — фиксированная константа {\displaystyle \mathbb {K} }. Обратно, функция, задаваемая для определённой точки {\displaystyle O} выражением {\displaystyle Q(x+O)=q(x)+l(x)+c}, является аффинно-квадратичной. Точку {\displaystyle O} называют началом отсчёта.
На самом деле аффинно-квадратичная функция для любой точки {\displaystyle O\in S} может быть задана в виде {\displaystyle Q(x+O)=q(x)+l(x)+c}. При этом квадратичная форма {\displaystyle q} для заданной аффинно-квадратичной функции определена однозначно и не зависит даже от выбора точки {\displaystyle O}. Эта форма называется квадратичной частью {\displaystyle Q}. Матрица этой формы называется основной матрицей {\displaystyle Q}. Эта же матрица, по совместительству, является основной матрицей соответствующей симметричной биаффинной функции. Ранг основной матрицы называется малым рангом аффинно-квадратичной функции.
Форма {\displaystyle l} и константа {\displaystyle c} для заданной точки {\displaystyle O} определены однозначно, однако для разных точек {\displaystyle O} могут отличаться. Форма {\displaystyle l} называется линейной частью {\displaystyle Q} относительно точки {\displaystyle O}, а константа {\displaystyle c} — постоянной частью относительно точки {\displaystyle O}.
При смене точки {\displaystyle O} линейная и постоянная часть преобразуются следующим образом. Пусть {\displaystyle O'=O+a} — новая точка, тогда {\displaystyle Q(O'+x)=q(x)+l'(x)+c'} для некоторых {\displaystyle l'} и {\displaystyle c'}. Эти {\displaystyle l'} и {\displaystyle c'} выражаются так:
{\displaystyle l'(x)=2b(a,x)+l(x)}
{\displaystyle c'=q(a)+l(a)+c},
где {\displaystyle b} — симметричная билинейная форма, соответствующая квадратичной форме {\displaystyle q}.

## Преобразование при смене репера
Согласно первому определению, любую аффинно-квадратичную функцию в некотором репере можно представить в виде квадратичного многочлена (или многочлена меньшей степени) от координат. Верно большее: для любой аффинно-квадратичной функции это можно сделать в любом репере. Обратно, если функция задаётся квадратичным многочленом от координат, то она является аффинно-квадратичной.
Формулу в координатах можно получить из формулы через квадратичную форму. Пусть {\displaystyle (O,e)} — репер, {\displaystyle A} — матрица квадратичной части в базисе {\displaystyle e}, {\displaystyle B} — вектор-строка координат линейной части относительно {\displaystyle O} в базисе {\displaystyle e}, {\displaystyle c} — постоянная часть относительно {\displaystyle O}. Тогда:
{\displaystyle Q(P)=x^{T}Ax+Bx+c}
С использованием понятия расширенной матрицы это выражение может быть записано ещё проще. Расширенной матрицей аффинно-квадратичной функции называется матрица
{\displaystyle A'={\begin{pmatrix}A&{\dfrac {B^{T}}{2}}\\{\dfrac {B}{2}}&c\end{pmatrix}}}
Тогда
{\displaystyle Q(P)={\begin{pmatrix}x^{T}&1\end{pmatrix}}{\begin{pmatrix}A&{\dfrac {B^{T}}{2}}\\{\dfrac {B}{2}}&c\end{pmatrix}}{\begin{pmatrix}x\\1\end{pmatrix}}=x'^{T}A'x'}
Правило преобразования коэффициентов при переходе к другому реперу также довольно просто записывается через расширенные матрицы. Пусть {\displaystyle T} — матрица перехода от старого базиса к новому, {\displaystyle t}  — вектор-столбец координат нового начала отсчёта в старом репере. Тогда
{\displaystyle A'_{2}={\begin{pmatrix}A_{2}&{\dfrac {B'^{T}}{2}}\\{\dfrac {B'}{2}}&c'\end{pmatrix}}={\begin{pmatrix}T^{T}&0\\t^{T}&1\end{pmatrix}}{\begin{pmatrix}A_{1}&{\dfrac {B^{T}}{2}}\\{\dfrac {B}{2}}&c\end{pmatrix}}{\begin{pmatrix}T&t\\0&1\end{pmatrix}}=T'^{T}A'_{1}T'}
Ранг расширенной матрицы называется большим рангом аффинно-квадратичной функции.

## Связанные определения
- Аффинная квадрика — множество {\displaystyle X(Q)=\{P\in S:Q(P)=0\}}.
- Аффинно-квадратичные функции {\displaystyle Q_{1}} и {\displaystyle Q_{2}} называются аффинно эквивалентными, если существует такое аффинное преобразование {\displaystyle F}, что {\displaystyle Q_{1}(F(P))\equiv Q_{2}(P)}.
- Аффинно-квадратичные функции {\displaystyle Q_{1}} и {\displaystyle Q_{2}} на метрическом аффинном пространстве называются метрически эквивалентными, если существует такое движение {\displaystyle F}, что {\displaystyle Q_{1}(F(P))\equiv Q_{2}(P)}.

## Центр
Центральной точкой аффинно-квадратичной функции {\displaystyle Q} называется такая точка {\displaystyle O} из {\displaystyle S}, что для любого {\displaystyle x} из {\displaystyle V} выполняется {\displaystyle Q(O+x)=Q(O-x)}. Множество всех центральных точек называется центром аффинно-квадратичной функции (некоторые авторы придерживаются иной терминологии: центрами они называют сами точки, а не их множество. Далее данная статья будет придерживаться первой терминологии).
Если центр {\displaystyle Q} непуст, то такая аффинно-квадратичная функция называется центральной, а в противном случае нецентральной.
Точка {\displaystyle O} является центром аффинно-квадратичной функции тогда и только тогда когда линейная часть относительно этой точки тождественно равна {\displaystyle 0}.
{\displaystyle Q(O+x)-Q(O-x)=q(x)+l(x)+c-q(x)+l(x)-c=2l(x)=0\Rightarrow l(x)=0)}
Множество центров аффинно-квадратичной функции в координатах есть решение СЛАУ {\displaystyle Ax=-{\frac {B^{T}}{2}}}
{\displaystyle P} — центр {\displaystyle \Leftrightarrow l'(x)\equiv 0}, где {\displaystyle l'} — линейная часть относительно {\displaystyle P}.
{\displaystyle l'(x)=2b(a,x)+l(x)}, где {\displaystyle P=O+a}, {\displaystyle l} — линейная часть относительно начала отсчёта {\displaystyle O}, {\displaystyle b} — симметричная билинейная форма, соответствующая квадратичной форме {\displaystyle q}.
{\displaystyle l'(x)\equiv 0\Leftrightarrow 2b(a,x)+l(x)\equiv 0\Leftrightarrow 2a^{T}Ax+Bx\equiv 0\Leftrightarrow (2a^{T}A+B)x\equiv 0\Leftrightarrow 2a^{T}A+B=0\Leftrightarrow a^{T}A=-{\frac {B}{2}}\Leftrightarrow Aa=-{\frac {B^{T}}{2}}}
Квадратичная часть нецентральной аффинно-квадратичной функции вырождена (следует из предыдущего свойства и теоремы Кронекера — Капелли). Множество центров центральной аффинно-квадратичной функции является аффинным подпространством пространства {\displaystyle S} размерности {\displaystyle \operatorname {dim} {S}-\operatorname {rk} {q}}, а его направляющее подпространство есть {\displaystyle \operatorname {ker} {q}}. Если квадратичная часть невырождена, то множество центров состоит из одной точки.
Нецентральная аффинно-квадратичная функция имеет хотя бы один нуль (следует из её канонического вида, который будет выведен далее).

## Канонический вид
Канонический вид для центральной и нецентральной аффинно-квадратичной функции существенно отличаются друг от друга.

### Центральный случай
Для приведения центральной аффинно-квадратичной функции к каноническому виду достаточно взять в качестве начала отсчёта любой из её центров, а в качестве базиса канонический базис для её квадратичной части. Тогда линейная часть обнулится, квадратичная примет канонический вид и аффинно-квадратичная функция примет вид: 

{\displaystyle Q(P)=\lambda _{1}x_{1}^{2}+...+\lambda _{k}x_{k}^{2}+c_{0}}, где {\displaystyle 1\leq k\leq n}, все {\displaystyle \lambda _{i}\neq 0}.
Значение {\displaystyle c_{0}} от выбора конкретного центра не зависит.

### Нецентральный случай
Выберем базис, в котором квадратичная часть имеет канонический вид. Это приведёт аффинно-квадратичную функцию к виду {\displaystyle Q(P)=\sum _{i=1}^{k}\lambda _{i}y_{i}^{2}+\sum _{i=1}^{n}\mu _{i}y_{i}+c_{0}=\sum _{i=1}^{k}\lambda _{i}(y_{i}+{\frac {\mu _{i}}{2\lambda _{i}}})^{2}+\sum _{i=k+1}^{n}\mu _{i}y_{i}+c'_{0}}, где {\displaystyle k<n}, так как квадратичная часть нецентральной аффинно-квадратичной функции вырождена.
Если бы {\displaystyle \mu _{k+1},...,\mu _{n}=0}, то замена {\displaystyle z_{i}=y_{i}+{\frac {\mu _{i}}{2\lambda _{i}}}} при {\displaystyle i=1,...,k}, {\displaystyle z_{i}=y_{i}} при {\displaystyle i=k+1,...,n} приведёт {\displaystyle Q} к виду {\displaystyle \sum _{i=1}^{k}\lambda _{i}z_{i}^{2}+c'_{0}}, где линейная часть тождественно равна нулю, а значит, начало отсчёта является центром. Получается хотя бы один из коэффициентов {\displaystyle \mu _{k+1},...,\mu _{n}} не равен нулю и можно сделать замену {\displaystyle x_{i}=y_{i}+{\frac {\mu _{i}}{2\lambda _{i}}}} при {\displaystyle i=1,...,k}, {\displaystyle x_{k+1}=\mu _{k+1}y_{k+1}+...+\mu _{n}y_{n}+c'_{0}}, {\displaystyle x_{i}=y_{i}} при {\displaystyle i=k+2,...,n}, которая приведёт аффинно-квадратичную функцию к каноническому виду:
{\displaystyle Q(P)=\lambda _{1}x_{1}^{2}+...+\lambda _{k}x_{k}^{2}+x_{k+1}}, где {\displaystyle 1\leq k<n}, все {\displaystyle \lambda _{i}\neq 0}.
Вопрос о единственности канонического вида аффинно-квадратичной функции сводится к вопросу о единственности канонического вида её квадратичной части. Если две аффинно-квадратичные функции имеют одинаковый канонический вид, то они аффинно эквивалентны.

## Нормальный вид
Нормальный вид аффинно-квадратичной функции отличается от канонического тем, что квадратичная часть в нём имеет нормальный вид. Пусть {\displaystyle q(x)=\lambda _{1}x_{1}^{2}+...+\lambda _{k}x_{k}^{2}}, где все {\displaystyle \lambda _{i}\neq 0} — нормальный вид {\displaystyle q}. Тогда нормальный вид {\displaystyle Q}:
{\displaystyle Q(P)=\lambda _{1}x_{1}^{2}+...+\lambda _{k}x_{k}^{2}+c_{0}}, где {\displaystyle 1\leq k\leq n} в центральном случае,
{\displaystyle Q(P)=\lambda _{1}x_{1}^{2}+...+\lambda _{k}x_{k}^{2}+x_{k+1}}, где {\displaystyle 1\leq k<n} в нецентральном случае
Конкретный произвол в выборе коэффициентов {\displaystyle \lambda _{i}} зависит от поля {\displaystyle \mathbb {K} } и должен быть рассмотрен в каждом отдельном случае.

### СлучайK=C{\displaystyle \mathbb {K} =\mathbb {C} }
{\displaystyle Q(P)=x_{1}^{2}+...+x_{k}^{2}+c_{0}} в центральном случае
{\displaystyle Q(P)=x_{1}^{2}+...+x_{k}^{2}+x_{k+1}} в нецентральном случае

### СлучайK=R{\displaystyle \mathbb {K} =\mathbb {R} }
{\displaystyle Q(P)=x_{1}^{2}+...+x_{m}^{2}-x_{m+1}^{2}-...-x_{k}^{2}+c_{0}}, где {\displaystyle 0\leq m\leq k} в центральном случае
{\displaystyle Q(P)=x_{1}^{2}+...+x_{m}^{2}-x_{m+1}^{2}-...-x_{k}^{2}+x_{k+1}}, где {\displaystyle 0\leq m\leq k} в нецентральном случае
Нормальный вид аффинно-квадратичной функции единственен. Две аффинно-квадратичные функции имеют одинаковый нормальный вид тогда и только тогда когда они аффинно эквивалентны.

## Приведение к главным осям
В евклидовом, унитарном и иных аффинных пространствах, ассоциированных с векторным пространством со скалярным произведением может быть поставлена задача нахождения прямоугольной системы координат, в которой аффинно-квадратичная форма имеет наиболее простой вид. Здесь будет рассмотрена таковая для евклидова пространства.

### Центральный случай
В качестве начала отсчёта нужно взять любой центр, а в качестве базиса ортонормированный базис, в котором квадратичная форма имеет канонический вид. Тогда аффинно-квадратичная функция будет приведена к виду:
{\displaystyle Q(P)=\lambda _{1}x_{1}^{2}+...+\lambda _{k}x_{k}^{2}+c_{0}}, где {\displaystyle 1\leq k\leq n}, все {\displaystyle \lambda _{i}\neq 0}
причём коэффициенты определены однозначно с точностью до перестановки (это следует из единственности вида квадратичной формы в главных осях).

### Нецентральный случай
В нецентральном случае такая прямоугольная система координат, в которой аффинно-квадратичная функция имеет канонический вид, существует не всегда, однако если немного изменить его, то можно получить вид, который существует и единственен для любой функции.

Для приведения к такому виду нужно сначала привести квадратичную часть к главным осям. Получим: {\displaystyle Q(P)=\sum _{i=1}^{k}\lambda _{i}y_{i}^{2}+\sum _{i=1}^{n}\mu _{i}y_{i}+c_{0}=\sum _{i=1}^{k}\lambda _{i}(y_{i}+{\frac {\mu _{i}}{2\lambda _{i}}})^{2}+\sum _{i=k+1}^{n}\mu _{i}y_{i}+c'_{0}}.

Затем сделать следующую замену: {\displaystyle x_{i}=y_{i}+{\frac {\mu _{i}}{2\lambda _{i}}}} при {\displaystyle i=1,...,k}, {\displaystyle x_{k+1}={\frac {\mu _{k+1}y_{k+1}+...+\mu _{n}y_{n}+c'_{0}}{\sqrt {\mu _{k+1}^{2}+...+\mu _{n}^{2}}}}}, оставшиеся переменные взять так, чтобы замена была ортогональной (матрицу замены нужно достроить так, чтобы она была ортогональной. Это возможно сделать, так как первые {\displaystyle k} строк уже образуют ортонормированную систему и достаточно просто её достроить до ортонормированного базиса). Окончательный вид получается:
{\displaystyle Q(P)=\lambda _{1}x_{1}^{2}+...+\lambda _{k}x_{k}^{2}+px_{k+1}}, где {\displaystyle 1\leq k<n}, все {\displaystyle \lambda _{i}\neq 0}, {\displaystyle p>0}.
Такой вид также является единственным с точностью до перестановки коэффициентов {\displaystyle \lambda _{i}}.
Единственность коэффициентов {\displaystyle \lambda _{i}} следует из единственности коэффициентов квадратичной формы в главных осях. Остаётся доказать единственность коэффициента {\displaystyle p}.

Пусть в прямоугольной системе координат {\displaystyle (O,e_{1},...,e_{n})} {\displaystyle Q} имеет вид {\displaystyle Q(P)=\lambda _{1}x_{1}^{2}+...+\lambda _{k}x_{k}^{2}+px_{k+1}}, а в {\displaystyle (O',e'_{1},...,e'_{n})} — {\displaystyle Q(P)=\lambda _{1}x_{1}'^{2}+...+\lambda _{k}x_{k}'^{2}+p'x_{k+1}'}, {\displaystyle 1\leq k<n}, все {\displaystyle \lambda _{i}\neq 0}, {\displaystyle p,p'>0}

Пусть {\displaystyle b} — симметричная билинейная форма, соответствующая {\displaystyle q}, {\displaystyle \phi } — самосопряжённый линейный оператор, соответствующий этой форме. Его матрица в базисе {\displaystyle e} и в базисе {\displaystyle e'} имеет одинаковый вид {\displaystyle A=\operatorname {diag} (\lambda _{1},...,\lambda _{k},0,...,0)}. Тогда {\displaystyle \operatorname {im} {\phi }=<e_{1},...,e_{k}>=<e_{1}',...,e_{k}'>} и матрица перехода от {\displaystyle e} к {\displaystyle e'} имеет вид:
{\displaystyle T={\begin{pmatrix}T_{1}&0\\0&T_{2}\end{pmatrix}}}
причём матрицы {\displaystyle T_{1}} и {\displaystyle T_{2}} ортогональны. Пусть {\displaystyle O'=O+a}.
{\displaystyle \sum _{i=1}^{k}\lambda _{i}x_{i}^{2}=x^{T}Ax=(Tx'+a)^{T}A(Tx'+a)=(x'^{T}T^{-1}+a^{T})A(Tx'+a)=x'^{T}T^{-1}ATx'+x'^{T}T^{-1}Aa+a^{T}ATx'+a^{T}Aa=x'^{T}Ax'+2a^{T}ATx'+a^{T}Aa=\sum _{i=1}^{k}\lambda _{i}x_{i}'^{2}+\sum _{i=1}^{k}a_{1}x_{i}'+c_{1}}
{\displaystyle px_{k+1}=\sum _{i=k+1}^{n}pt_{i}x_{i}'+c_{2}}
{\displaystyle \sum _{i=1}^{k}\lambda _{i}x_{i}'^{2}+\sum _{i=1}^{k}a_{1}x_{i}'+\sum _{i=k+1}^{n}pt_{i}x_{i}'+c_{1}+c_{2}=\sum _{i=1}^{k}\lambda _{i}x_{i}'^{2}+p'x_{k+1}'}
{\displaystyle t_{k+1}={\frac {p'}{p}},t_{k+1},...,t_{n}=0}
Матрица {\displaystyle T_{2}} —  ортогональна {\displaystyle \Rightarrow t_{k+1}^{2}=\left({\frac {p'}{p}}\right)^{2}=1}

{\displaystyle {\frac {p'}{p}}>0\Rightarrow {\frac {p'}{p}}=1\Rightarrow p'=p}
Две аффинно-квадратичных функции метрически эквивалентны тогда и только тогда, когда они имеют одинаковый вид в главных осях.

## Применение
Аффинно-квадратичные функции используются для классификации квадрик. К примеру: с помощью них можно получить стандартную аффинную или метрическую классификацию кривых и поверхностей второго порядка в евклидовом пространстве.